# دوبرو پل
دوبرو پل (به لاتین: Dobro Pole) یک کوه در مقدونیه شمالی است که در Border between North Macedonia and Republic of Greece واقع شده‌است. دوبرو پل ۱٬۵۲۳ متر بالاتر از سطح دریا واقع شده‌است.